# Quyền LGBT ở Ấn Độ
Quyền đồng tính nữ, đồng tính nam, song tính và chuyển giới ở Ấn Độ đối mặt với những khó khăn về pháp lý và xã hội mà những người không phải LGBT gặp phải. Trong thập kỷ qua, người LGBT đã ngày càng trở nên khoan dung hơn ở Ấn Độ, đặc biệt là ở các thành phố lớn. Tuy nhiên, hầu hết người LGBT ở Ấn Độ vẫn công khai kín, sợ sự phân biệt đối xử từ gia đình họ, những người có thể coi đồng tính luyến ái là đáng xấu hổ. Báo cáo về các vụ giết người, tấn công, tra tấn và đánh đập các thành viên của cộng đồng LGBT không phải là hiếm ở Ấn Độ. Sự phân biệt đối xử đặc biệt hiện diện ở các vùng nông thôn, nơi người LGBT thường phải đối mặt với sự từ chối từ gia đình và những hôn nhân khác giới.
Hoạt động tình dục giữa những người cùng giới là hợp pháp nhưng các cặp đồng giới không thể kết hôn hợp pháp hoặc có được quan hệ đối tác dân sự. Vào ngày 6 tháng 9 năm 2018, Tòa án Tối cao Ấn Độ đã hợp pháp hóa đồng tính luyến ái bằng cách tuyên bố Mục 377 của Bộ luật Hình sự Ấn Độ vi hiến.
Kể từ năm 2014, người chuyển giới ở Ấn Độ đã được phép thay đổi giới tính mà không cần chuyển đổi giới tính và có quyền lập hiến để đăng ký theo giới tính thứ ba. Ngoài ra, một số bang bảo vệ Hijras, dân số giới tính thứ ba truyền thống ở Nam Á, thông qua các chương trình nhà ở, phúc lợi xã hội, chế độ hưu trí, phẫu thuật miễn phí tại bệnh viện chính phủ và các chương trình khác được thiết kế để hỗ trợ họ. Có khoảng 4,8 triệu người chuyển giới ở Ấn Độ.

## Luật về hoạt động tình dục đồng giới

### Lịch sử

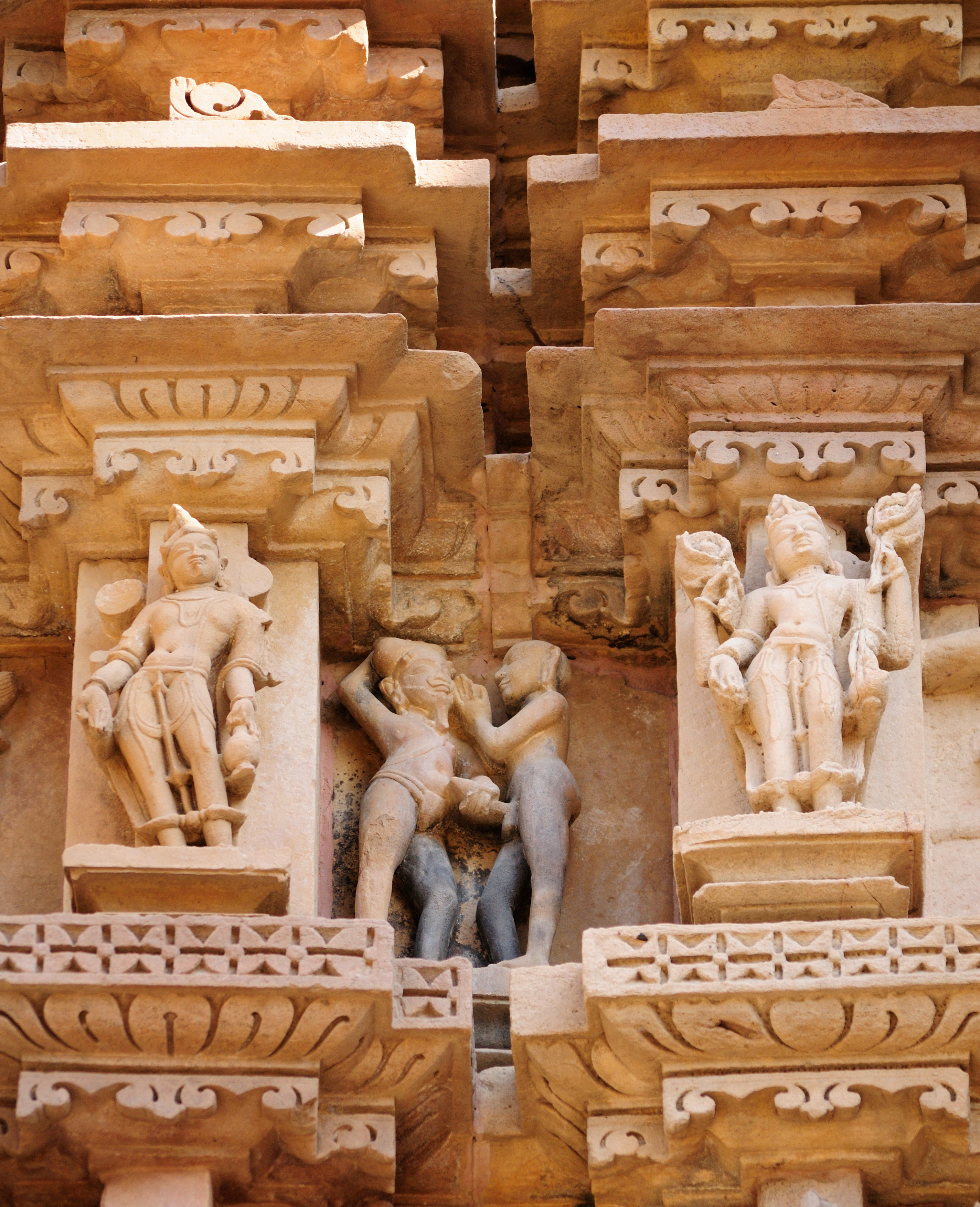
Tác phẩm điêu khắc khiêu dâm của hai người đàn ông (giữa) tại đền Khajuraho.

Đền Khajuraho, nổi tiếng với các tác phẩm điêu khắc khiêu dâm, chứa một số mô tả về hoạt động đồng tính luyến ái. Các nhà sử học từ lâu đã cho rằng xã hội Ấn Độ trước thời thuộc địa không hình sự hóa các mối quan hệ đồng tính, cũng không xem các mối quan hệ đó là vô đạo đức hay tội lỗi. Ấn Độ giáo, tôn giáo lớn nhất của Ấn Độ, có truyền thống miêu tả đồng tính luyến ái là tự nhiên và vui vẻ, mặc dù một số văn bản Ấn Độ giáo có chứa các biện pháp chống lại đồng tính luyến ái cụ thể là giữa các linh mục. Ấn Độ giáo cũng thừa nhận giới tính thứ ba được gọi là  Hijra . Có nhiều nhân vật trong Mahabharata thay đổi giới tính, chẳng hạn như Shikhandi, người sinh ra là nữ nhưng xác định là nam và cuối cùng kết hôn với phụ nữ. Bahuchara Mata là nữ thần sinh sản, được tôn thờ bởi  Hijras  là người bảo trợ của họ. Nāradasmṛti và Sushruta Samhita, hai kinh điển từ Ấn Độ cổ đại liên quan đến dharma và y học, tương ứng, tuyên bố đồng tính luyến ái là "không thể chữa khỏi" từ việc kết hôn với một đối tác khác giới. Nāradasmṛti liệt kê mười bốn loại  gấu trúc  (những người đàn ông bất lực với phụ nữ); trong số này có  mukhebhaga  (những người đàn ông quan hệ tình dục bằng miệng với những người đàn ông khác),  Sevyaka  (những người đàn ông được những người đàn ông khác yêu thích tình dục) và  irshyaka  (người theo dõi những người đàn ông khác tham gia vào tình dục). Kama Sutra, một văn bản tiếng Phạn về hành vi tình dục của con người, sử dụng thuật ngữ  tritiya-prakriti  để định nghĩa đàn ông có ham muốn đồng tính luyến ái và mô tả các hành vi của họ rất chi tiết. Tương tự như vậy, Kinh điển Kama mô tả những người đồng tính nữ ( Svairini , người có hành vi yêu đương tích cực với những người phụ nữ khác), người lưỡng tính (gọi tắt là  kami  hoặc  paksha ), người chuyển giới và chuyển giới. Sushruta Samhita và Charaka Samhita nghiên cứu sâu hơn về vấn đề đồng tính luyến ái, nói rằng đồng tính luyến ái được hình thành khi tinh dịch của người cha là ít ỏi và người chuyển giới được quan niệm khi cha và mẹ chuyển đổi vai trò trong khi giao hợp "người phụ nữ trên đỉnh"). Đồng tính xã hội hiện đại đã được giới thiệu đến Ấn Độ bởi thực dân châu Âu và sự ban hành tiếp theo của Mục 377 của người Anh, tồn tại hơn 70 năm sau độc lập Ấn Độ.
Inorition đã từng truy tố tội ác tư bản của sodomy tại Bồ Đào Nha Ấn Độ, nhưng không hoạt động đồng tính nữ.
Trong Đế quốc Mughal, một số điều luật có từ trước Vương quốc Hồi giáo đã được kết hợp thành Fatawa-e-Alamgiri, bắt buộc phải có một hình phạt chung cho zina (giao hợp bất hợp pháp). Chúng có thể bao gồm 50 roi cho một nô lệ, 100 cho một kẻ vô đạo tự do hoặc cái chết bằng cách ném đá cho một người Hồi giáo. Tuy nhiên, trên thực tế, quy định này phần lớn bị bỏ qua, đối với giới thượng lưu ít nhất. Chủ nghĩa đồng tính là khá phổ biến trong đời sống triều đình Mughal, và những người chuyển giới giữ các vị trí cao trong các tòa án của Mughal những người cai trị trong thế kỷ 16 và 17. Hoàng đế Mughal Babur được biết là đã phải lòng một cậu bé, và đã ghi lại nó trong hồi ký của mình. Những người đàn ông Mughal nổi bật khác có quan hệ đồng tính luyến ái bao gồm Ali Quli Khan, và nhà thơ Sarmad Kashani, người đã phải lòng một cậu bé theo đạo Hindu đến mức trần truồng. Ngược lại, các hành vi đồng tính luyến ái được coi là điều cấm kỵ trong số những người Mughal thông thường.
British Raj đã hình sự hóa quan hệ tình dục qua đường hậu môn và quan hệ tình dục bằng miệng (đối với cả người dị tính và đồng tính luyến ái) theo Mục 377 của Bộ luật Hình sự Ấn Độ, bắt đầu có hiệu lực vào năm 1861, đó là một hành vi phạm tội đối với một người tự nguyện có "giao hợp xác thịt chống lại trật tự tự nhiên".
Năm 1884, một tòa án ở phía bắc Ấn Độ, phán quyết về việc truy tố  Hijra , nhận xét rằng một cuộc kiểm tra thể chất của bị cáo cho thấy cô "có dấu hiệu của catamite", "kiểm tra những thực hành kinh tởm này".

### Thời hiện đại
Năm 2003, Chính phủ Ấn Độ nói rằng hợp pháp hóa đồng tính luyến ái sẽ "mở ra những cơn lũ hành vi phạm pháp".
Năm 2009, quyết định của Tòa án tối cao Delhi tại Naz Foundation v. Govt. of NCT of Delhi phát hiện Mục 377 và các lệnh cấm hợp pháp khác đối với các hành vi đồng tính tư nhân, người lớn, đồng thuận và phi thương mại là vi phạm trực tiếp các quyền cơ bản do Hiến pháp Ấn Độ quy định. Mục 377 tuyên bố rằng: "Bất cứ ai tự nguyện có quan hệ xác thịt chống lại trật tự tự nhiên với bất kỳ người đàn ông, phụ nữ hay động vật nào, sẽ bị trừng phạt bằng [tù chung thân], hoặc bị phạt tù trong một thời hạn có thể kéo dài đến mười năm, và cũng sẽ chịu trách nhiệm phạt tiền ", với lời giải thích thêm rằng:" Sự thâm nhập là đủ để cấu thành hành vi giao cấu cần thiết cho hành vi phạm tội được mô tả trong phần này."
Theo phán quyết trước đây của Tòa án Tối cao Ấn Độ, các quyết định của tòa án cấp cao về tính hợp hiến của luật áp dụng trên toàn Ấn Độ, và không chỉ đối với bang mà tòa án cấp cao có thẩm quyền.
Đã có sự cố quấy rối các nhóm LGBT bởi chính quyền theo luật.
Vào ngày 23 tháng 2 năm 2012, Bộ Nội vụ đã bày tỏ sự phản đối đối với việc phi hạt nhân hóa hoạt động đồng tính luyến ái, nói rằng ở Ấn Độ, đồng tính luyến ái được coi là vô đạo đức. Chính phủ trung ương đã đảo ngược lập trường của mình vào ngày 28 tháng 2 năm 2012, khẳng định rằng không có lỗi pháp lý nào trong việc coi thường hoạt động đồng tính luyến ái. Sự thay đổi lập trường dẫn đến hai thẩm phán của Tòa án Tối cao khiển trách Chính phủ Trung ương vì thường xuyên thay đổi cách tiếp cận vấn đề này.
Vào ngày 11 tháng 12 năm 2013, Tòa án Tối cao đã dành riêng một lệnh của Tòa án Tối cao Delhi năm 2009 để coi thường hoạt động đồng tính luyến ái trong phạm vi quyền hạn của mình.
Tổ chức Theo dõi Nhân quyền bày tỏ lo ngại rằng phán quyết của Tòa án Tối cao sẽ khiến các cặp đồng giới dễ bị quấy rối của cảnh sát, tuyên bố rằng "phán quyết của Tòa án Tối cao là một thất bại đáng thất vọng đối với phẩm giá con người và các quyền cơ bản đối với quyền riêng tư và không phân biệt đối xử" Quỹ Naz tuyên bố rằng họ sẽ nộp kiến nghị xem xét về quyết định của tòa án. Humsafar Trust của nhóm hoạt động Kavi đã báo cáo rằng 2/5 người đồng tính luyến ái ở nước này đã phải đối mặt với sự tống tiền sau phán quyết năm 2013.
Vào ngày 28 tháng 1 năm 2014, Tòa án tối cao Ấn Độ đã bác bỏ bản kiến nghị xem xét được đệ trình bởi Chính phủ trung ương, Quỹ Naz Naz và một số người khác chống lại phán quyết ngày 11 tháng 12 của nó về Mục 377. Chủ tọa giải thích phán quyết bằng cách tuyên bố rằng: "Trong khi đọc Đoạn 377, Tòa án Tối cao đã bỏ qua rằng một phần rất nhỏ của dân số nước này cấu thành đồng tính nữ, đồng tính nam, song tính hoặc chuyển giới, và trong hơn 150 năm qua, chưa đến 200 năm trước những người đã bị truy tố vì phạm tội theo Mục 377, và điều này không thể trở thành một cơ sở hợp lý để tuyên bố rằng Mục cực kỳ không đúng các Điều 14, 15 và 21."
Vào ngày 18 tháng 12 năm 2015, Shashi Tharoor, một thành viên của đảng Quốc hội Ấn Độ, đã đưa ra một dự luật về việc bãi bỏ Mục 377, nhưng đã bị từ chối với tỉ lệ phiếu 71-24. Shashi Tharoor đang có kế hoạch giới thiệu lại dự luật.
Vào ngày 2 tháng 2 năm 2016, Tòa án Tối cao đã quyết định xem xét hình sự hóa hoạt động đồng tính luyến ái. Vào tháng 8 năm 2017, Tòa án Tối cao nhất trí phán quyết rằng quyền riêng tư cá nhân là quyền nội tại và cơ bản theo Hiến pháp Ấn Độ. Tòa cũng phán quyết rằng xu hướng tính dục của một người là vấn đề riêng tư, mang lại hy vọng cho các nhà hoạt động LGBT rằng Tòa án sẽ sớm đánh bại Mục 377.
Vào tháng 1 năm 2018, Tòa án Tối cao đã đồng ý chuyển câu hỏi về tính hợp lệ của Mục 377 cho một băng ghế rộng, và đã nghe một vài kiến nghị vào ngày 1 tháng 5 năm 2018. Đáp lại yêu cầu của tòa án cho vị trí của mình trong các kiến nghị, Chính phủ tuyên bố sẽ không phản đối các kiến nghị, và sẽ để lại vụ kiện "cho sự khôn ngoan của tòa án". Phiên điều trần bắt đầu vào ngày 10 tháng 7 năm 2018, với bản án dự kiến trước tháng 10 năm 2018. Các nhà hoạt động coi vụ kiện này là "bước đột phá lớn nhất đối với quyền của người đồng tính kể từ khi độc lập của đất nước", và nó có thể có ý nghĩa sâu rộng đối với các quốc gia khác Khối thịnh vượng chung.

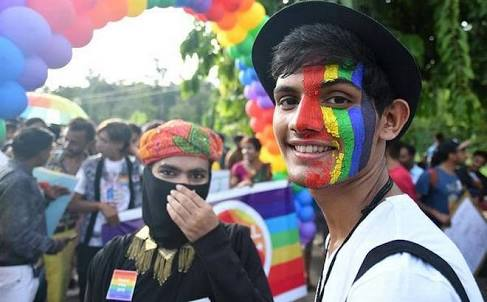
Những người tham gia một cuộc diễu hành năm 2018 Bhopal kỷ niệm phán quyết của Tòa án Tối cao

Vào ngày 6 tháng 9 năm 2018, Tòa án Tối cao đã đưa ra phán quyết. Tòa án nhất trí phán quyết rằng Mục 377 là vi hiến vì nó vi phạm các quyền cơ bản của tự chủ, thân mật và bản sắc, do đó hợp pháp hóa đồng tính luyến ái ở Ấn Độ. Tòa án đã bác bỏ phán quyết năm 2013.
Hình sự hóa giao hợp xác thịt là phi lý, độc đoán và rõ ràng là vi hiến.— Chánh án Dipak Misra

Lịch sử nợ một lời xin lỗi đến những người này và gia đình của họ. Đồng tính luyến ái là một phần của tình dục con người. Họ có quyền tự trọng và không bị phân biệt đối xử. Hành vi tình dục đồng thuận của người lớn được phép cho [cộng đồng] LGBT.— Thẩm phán Indu Malhotra

Thật khó để đúng một sai bởi lịch sử. Nhưng chúng ta có thể thiết lập khóa học cho tương lai. Trường hợp này liên quan đến nhiều hơn là coi thường đồng tính luyến ái. Đó là về những người muốn sống với nhân phẩm.— Thẩm phán Dhananjaya Y. Chandrachud

Hơn nữa, phán quyết rằng bất kỳ sự phân biệt đối xử trên cơ sở khuynh hướng tình dục là vi phạm Hiến pháp Ấn Độ:
Xu hướng tính dục là một trong nhiều hiện tượng sinh học tự nhiên và vốn có ở một cá nhân và được kiểm soát bởi các yếu tố thần kinh và sinh học. Khoa học về tình dục đã đưa ra giả thuyết rằng một cá nhân thể hiện rất ít hoặc không kiểm soát được người đó bị thu hút. Bất kỳ sự phân biệt đối xử nào trên cơ sở khuynh hướng tình dục của một người sẽ dẫn đến sự vi phạm quyền cơ bản của quyền tự do ngôn luận.

Tòa án Tối cao cũng chỉ đạo Chính phủ thực hiện mọi biện pháp để phát đi sự thật rằng đồng tính luyến ái không phải là một hành vi phạm tội, để tạo nhận thức cộng đồng và loại bỏ các thành viên kỳ thị của cộng đồng LGBT, và cung cấp cho cảnh sát đào tạo định kỳ để cảm hóa họ về vấn đề.
Phán quyết cũng bao gồm một biện pháp bảo vệ sẵn có để đảm bảo rằng nó không thể bị thu hồi lần nữa theo "Học thuyết thực hiện các quyền tiến bộ".
Các chuyên gia pháp lý đã thúc giục Chính phủ thông qua luật phản ánh quyết định và khung pháp luật cho phép kết hôn đồng giới, nhận con nuôi của các cặp đồng giới và quyền thừa kế.
Quan hệ tình dục không thỏa thuận (hiếp dâm) và tội phạm vẫn là tội phạm hình sự. Phán quyết của Tòa án Tối cao có thể không mở rộng đến bang Jammu và Kashmir, được điều chỉnh bởi luật hình sự của chính nó, Bộ luật Hình sự Ranbir (RPC). Ý kiến pháp lý được chia cho việc phán quyết của Tòa án tối cao áp dụng cho nhà nước hay không. Theo phán quyết năm 1995 của nhà nước Tòa án tối cao, khi một điều khoản của IPC (Bộ luật hình sự Ấn Độ) bị hủy bỏ với lý do vi phạm Hiến pháp, điều khoản tương ứng của nó trong Bộ luật hình sự Ranbir cũng sẽ được áp dụng quật ngã. Tuy nhiên, vẫn chưa được xác định nếu Mục 377 của RPC giống hệt với phiên bản IPC của nó. Các nhà hoạt động LGBT ở Jammu và Kashmir đã tuyên bố ý định thách thức RPC.

## Chống phân biệt đối xử
Điều 15 của Hiến pháp Ấn Độ nói rằng:
15. Cấm phân biệt đối xử vì lý do tôn giáo, chủng tộc, đẳng cấp, giới tính hoặc nơi sinh

(1) Nhà nước sẽ không phân biệt đối xử với bất kỳ công dân nào chỉ với lý do tôn giáo, chủng tộc, đẳng cấp, giới tính, nơi sinh hoặc bất kỳ ai trong số họ
(2) Không một công dân nào, chỉ dựa trên tôn giáo, chủng tộc, đẳng cấp, giới tính, nơi sinh hoặc bất kỳ ai trong số họ, phải chịu bất kỳ khuyết tật, trách nhiệm, hạn chế hoặc điều kiện nào liên quan đến
(a) tiếp cận các cửa hàng, nhà hàng công cộng, khách sạn và cung điện giải trí công cộng; hoặc là
(b) việc sử dụng giếng, bể chứa, ghats tắm, đường và nơi nghỉ mát công cộng được duy trì hoàn toàn hoặc một phần từ các quỹ của Nhà nước hoặc dành riêng cho việc sử dụng công cộng

Trong trường hợp Navtej Singh Johar v. Union of India, Tòa án Tối cao phán quyết rằng Hiến pháp Ấn Độ cấm phân biệt đối xử dựa trên xu hướng tính dục thông qua danh mục "tình dục". Tương tự trong trường hợp National Legal Services Authority v. Union of India, Tòa án Tối cao phán quyết rằng phân biệt đối xử trên cơ sở bản dạng giới bị cấm theo hiến pháp.
Bản dạng giới, theo quan điểm của chúng tôi, là một phần không thể thiếu của giới tính và không một công dân nào có thể bị phân biệt đối xử dựa trên nền tảng của bản dạng giới, kể cả những người xác định là thứ ba
giới tính. Do đó, chúng tôi kết luận rằng phân biệt đối xử dựa trên xu hướng tính dục hoặc bản dạng giới bao gồm mọi phân biệt đối xử, loại trừ, hạn chế hoặc ưu tiên, có tác dụng vô hiệu hóa hoặc chuyển đổi bình đẳng theo luật hoặc bảo vệ bình đẳng của pháp luật được bảo đảm theo Hiến pháp của chúng tôi.— Thẩm phán tòa án tối cao K. S. Panicker Radhakrishnan

Tình dục như trong Điều 15, không chỉ giới hạn ở các thuộc tính sinh học của một cá nhân, mà còn bao gồm cả "bản dạng và tính cách tình dục của họ".— Tòa án tối cao Ấn Độ

Bất chấp những giải thích về hiến pháp, không có luật rõ ràng nào được ban hành để cấm phân biệt đối xử trên cơ sở cả xu hướng tính dục và bản dạng giới. Thật vậy, Ấn Độ không có luật chống phân biệt đối xử toàn diện đối với phân biệt đối xử và quấy rối trong việc làm tư nhân, ngoại trừ quấy rối tình dục. Điều 15 chỉ mở rộng cho sự phân biệt đối xử từ các cơ quan nhà nước hoặc chính phủ. Hiện đang chờ xử lý, Dự luật Người chuyển giới (Bảo vệ quyền), 2016 sẽ cấm phân biệt đối xử với người chuyển giới trong các lĩnh vực như việc làm tư nhân, giáo dục và chăm sóc sức khỏe (xem bên dưới để biết thêm chi tiết).
Các nhà hoạt động LGBT đang khuyến khích những người phải đối mặt với sự phân biệt đối xử vì xu hướng tính dục hoặc bản dạng giới trong việc làm tư nhân hoặc các khu vực phi nhà nước khác để đưa ra các thách thức tại tòa án ba, tìm cách kiểm tra luật học do hai phán quyết đặt ra. Họ cũng đang vận động cho một luật chống phân biệt đối xử rõ ràng sẽ mở rộng sang phân biệt đối xử riêng tư.

### Nghĩa vụ quân sự
Người LGBT bị cấm phục vụ công khai trong Lực lượng Vũ trang Ấn Độ. Vào cuối tháng 12 năm 2018, thành viên Jagdambika Pal của (đảng BJP) đã giới thiệu một dự luật trước Quốc hội Ấn Độ để sửa đổi Đạo luật Quân đội, 1950, Đạo luật Hải quân, 1957 và Đạo luật Không quân, 1950 và cho phép người LGBT phục vụ trong Lực lượng Vũ trang.

### Sự cố
Nam diễn viên Kamal Rashid Khan đã bị cảnh sát xử lý vào ngày 9 tháng 12 năm 2018 vì đưa ra những bình luận tục tĩu chống lại cộng đồng LGBT.

## Quyền chuyển giới

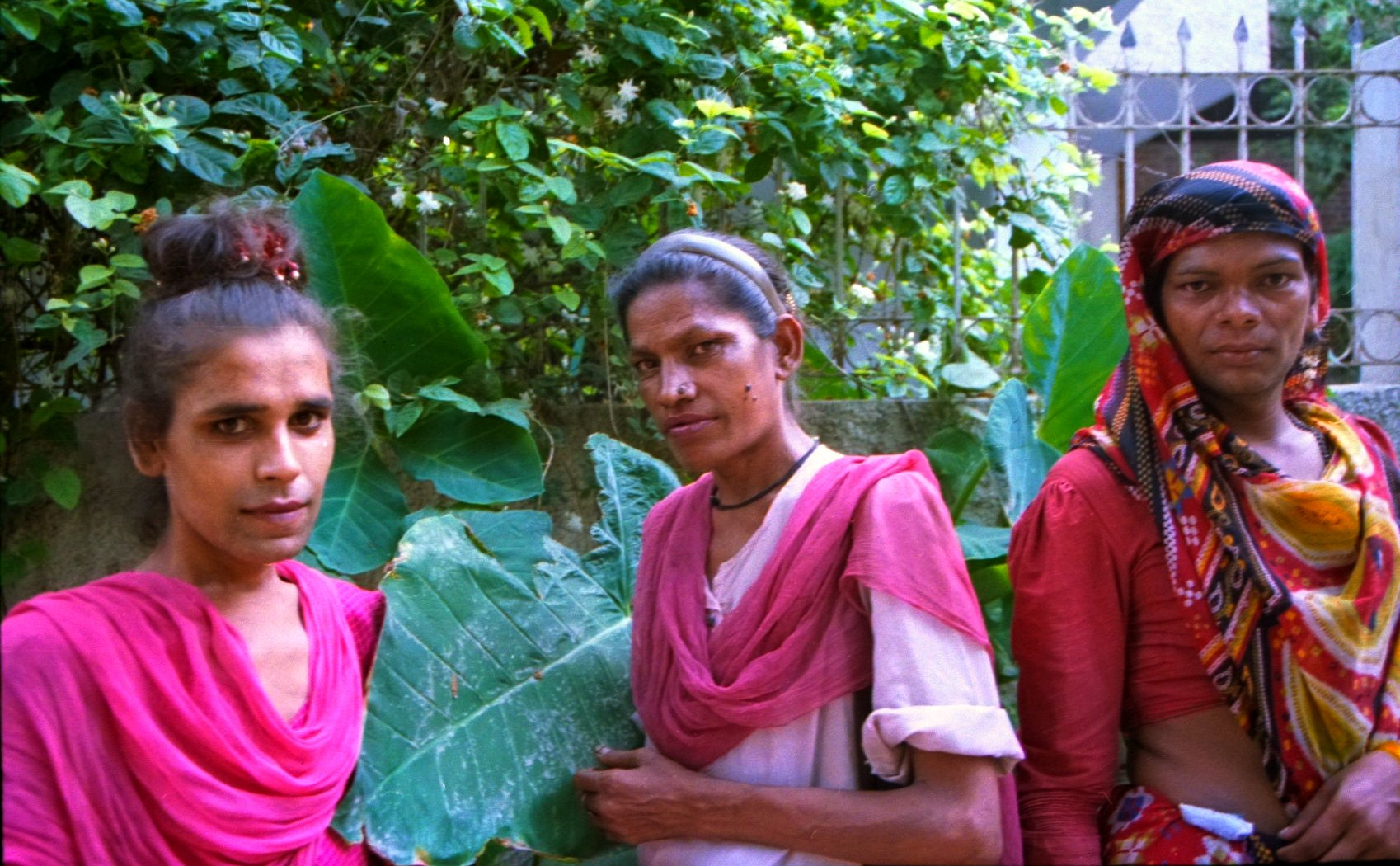
Ba hijras tại New Delhi

Nam Á (Ấn Độ ngày nay, Pakistan, Bangladesh và Nepal) theo truyền thống đã công nhận dân số giới tính thứ ba, được xã hội coi là không phải nam hay nữ. Những cá nhân như vậy được gọi là hijras hoặc cách khác hijadas (tiếng Hindi, tiếng Maithili và tiếng Dogri: हिजड़ा; tiếng Bengal: হিজড়া; tiếng Nepal: हिजडा; tiếng Marathi: हिजडा). Trong tiếng Telugu, chúng được gọi là napunsakudu (నపుంసకుడు) hoặc hijrā (హిజ్రా), trong tiếng Urdu gọi là khwaja sara (ہیجڑا), trong tiếng Gujarati gọi là pavaiyaa (પાવૈયા) hoặc hījadā (હીજડા), trong tiếng Tamil gọi là aravani (அரவாணி), trong tiếng Punjabi gọi là khusra (ਖੁਸਰਾ), trong tiếng Odia gọi là hinjada (ହିଂଜଡା), trong tiếng Sindhi gọi là khadra (کدڙا), trong tiếng Malayalam gọi là sandan (ഷണ്‌ഡന്‍) trong hijada (ഹിജഡ), trong tiếng Kannada gọi là chhakka (ಚಕ್ಕ), trong tiếng Konkani gọi là izddo, trong tiếng Manipuri gọi là nupi manbi, trong tiếng Kashmiri gọi là napumsakh (नपुंसख्), trong tiếng Assamese gọi là npunnsk (নপুংসক), trong tiếng iSantali gọi là cakra (ᱪᱟᱠᱨᱟ), trong tiếng Sanskrit gọi là klība (क्लीब), napumsa (नपुंस) hoặc shandha (षण्ढ), và trong tiếng Mizo gọi là mil tilreh. Trong các ấn phẩm tiếng Anh, các thuật ngữ này được trao cho eunuch, người liên giới tính hoặc người chuyển giới.
Hijras được cấp quyền biểu quyết hợp pháp dưới dạng giới tính thứ ba vào năm 1994. Do sự mơ hồ về mặt pháp lý của thủ tục, các cá nhân chuyển giới Ấn Độ gặp khó khăn khi tiếp cận các cơ sở y tế an toàn để phẫu thuật. Vào ngày 15 tháng 4 năm 2014, Tòa án tối cao Ấn Độ đã tuyên bố người chuyển giới là một tầng lớp lạc hậu về mặt kinh tế và xã hội có quyền bảo lưu giáo dục và việc làm, đồng thời chỉ đạo các liên minh và chính phủ tiểu bang đóng khung các chương trình phúc lợi cho họ. Tòa án phán quyết rằng người chuyển giới có quyền lập hiến cơ bản để thay đổi giới tính của họ mà không cần bất kỳ loại phẫu thuật nào, và kêu gọi Chính phủ đảm bảo đối xử bình đẳng cho người chuyển giới. Tòa án cũng phán quyết rằng Hiến pháp Ấn Độ bắt buộc phải công nhận giới tính thứ ba trên các tài liệu chính thức và Điều 15 cấm phân biệt đối xử dựa trên bản dạng giới. Theo phán quyết, các tài liệu của chính phủ, như thẻ ID cử tri, hộ chiếu và hình thức ngân hàng, đã bắt đầu cung cấp tùy chọn giới tính thứ ba bên cạnh nam (M) và nữ (F), thường được chỉ định là "khác" (O), "giới tính thứ ba" (TG) hoặc "người chuyển giới" (T).
Năm 2013, các nhà hoạt động chuyển giới và chuyển giới S.Swapna và Gopi Shankar Madurai từ Srishti Madurai đã tổ chức một cuộc biểu tình trong tập thể Madurai vào ngày 7 tháng 10 năm 2013 yêu cầu bảo lưu và cho phép giới tính thay thế xuất hiện để kiểm tra do TNPSC thực hiện, UPSC, kỳ thi SSC và ngân hàng. Swapna, tình cờ, đã chuyển thành công Tòa án tối cao Madras vào năm 2013 để xin phép viết bài kiểm tra TNPSC Group II với tư cách là một ứng cử viên nữ. Swapna là người chuyển giới đầu tiên xóa bài kiểm tra TNPSC Nhóm IV.
Vào ngày 24 tháng 4 năm 2015, Rajya Sabha nhất trí thông qua  Quyền của người chuyển giới, 2014  đảm bảo quyền và quyền, bảo lưu trong giáo dục và việc làm (bảo lưu 2% trong công việc của chính phủ), hợp pháp viện trợ, lương hưu, trợ cấp thất nghiệp và phát triển kỹ năng cho người chuyển giới. Nó cũng chứa các điều khoản để cấm phân biệt đối xử trong việc làm cũng như ngăn chặn lạm dụng, bạo lực và bóc lột người chuyển giới. Dự luật cũng quy định việc thành lập các hội đồng phúc lợi ở cấp trung tâm và tiểu bang cũng như các tòa án về quyền của người chuyển giới. Dự luật được giới thiệu bởi DMK MP Tiruchi Siva, và đánh dấu lần đầu tiên thượng viện thông qua dự luật của một thành viên tư nhân trong 45 năm. Tuy nhiên, dự luật có một số bất thường và thiếu rõ ràng về cách các bộ khác nhau sẽ phối hợp để thực hiện các quy định của nó. Dự luật vẫn đang chờ xử lý ở hạ viện.
Bộ trưởng Tư pháp và Trao quyền Xã hội Thaawar Chand Gehlot tuyên bố vào ngày 11 tháng 6 năm 2015 rằng Chính phủ sẽ đưa ra một dự luật toàn diện mới về quyền của người chuyển giới trong phiên họp Quốc hội Gió mùa. Dự luật sẽ dựa trên nghiên cứu về các vấn đề chuyển giới được tiến hành bởi một ủy ban được chỉ định vào ngày 27 tháng 1 năm 2014. Theo Gehlot, Chính phủ dự định cung cấp cho người chuyển giới tất cả các quyền và quyền lợi hiện đang được hưởng bởi các diễn viên theo lịch trình và các bộ lạc theo lịch trình.
Dự luật  Người chuyển giới (Bảo vệ quyền), 2016 , ban đầu được giới thiệu trước Quốc hội vào tháng 8 năm 2016, đã được giới thiệu lại vào Quốc hội vào cuối năm 2017. Một số nhà hoạt động chuyển giới đã phản đối dự luật vì nó không giải quyết các vấn đề như kết hôn, nhận con nuôi và ly hôn cho người chuyển giới. Akkai Padmashali chỉ trích định nghĩa của dự luật về chuyển đổi giới tính, trong đó tuyên bố rằng người chuyển giới là "dựa trên giả định cơ bản của quyết định sinh học". Dự luật đã thông qua Lok Sabha vào ngày 17 tháng 12 năm 2018 với 27 sửa đổi, bao gồm một điều khoản gây tranh cãi cấm người chuyển giới không được cầu xin.

### Luật pháp tiểu bang
Các bang Tamil Nadu và Kerala là những các bang Ấn Độ đưa ra chính sách phúc lợi cho người chuyển giới. Theo chính sách này, người chuyển giới có thể truy cập miễn phí phẫu thuật xác định lại giới tính (SRS) trong các bệnh viện chính phủ (chỉ dành cho nam-nữ), chương trình nhà ở miễn phí; nhiều tài liệu công dân khác nhau, nhập học tại các trường cao đẳng chính phủ với học bổng toàn phần cho các nghiên cứu cao hơn, nguồn sinh kế thay thế thông qua việc hình thành các nhóm tự lực (để tiết kiệm) và khởi xướng các chương trình tạo thu nhập (IGP). Tamil Nadu cũng là tiểu bang đầu tiên thành lập ban phúc lợi cho người chuyển giới với đại diện của cộng đồng người chuyển giới. Kerala bắt đầu phẫu thuật miễn phí tại các bệnh viện chính phủ vào năm 2016.
Vào tháng 7 năm 2016, tiểu bang Odisha đã ban hành các phúc lợi phúc lợi cho người chuyển giới, mang lại cho họ những lợi ích giống như những người sống dưới mức nghèo khổ. Điều này nhằm mục đích cải thiện tình trạng kinh tế và xã hội tổng thể của họ, theo Cục An sinh Xã hội Odisha.
Vào tháng 4 năm 2017, Bộ nước uống và vệ sinh đã chỉ thị cho các tiểu bang cho phép người chuyển giới sử dụng nhà vệ sinh công cộng theo lựa chọn của họ.
Vào tháng 10 năm 2017, Chính phủ Karnataka đã ban hành "Chính sách nhà nước cho người chuyển giới năm 2017", với mục đích nâng cao nhận thức của người chuyển giới trong tất cả các cơ sở giáo dục trong tiểu bang. Các tổ chức giáo dục sẽ giải quyết các vấn đề bạo lực, lạm dụng và phân biệt đối xử với người chuyển giới. Nó cũng thành lập một ủy ban giám sát được thiết kế với việc điều tra các báo cáo về sự phân biệt đối xử.
Vào ngày 28 tháng 11 năm 2017, N. Chandrababu N Nikol, Bộ trưởng của Andhra Pradesh, đã tuyên bố ban hành kế hoạch lương hưu cho người chuyển giới. Vào ngày 16 tháng 12 năm 2017, Nội các Andhra đã thông qua chính sách. Theo chính sách này, Chính phủ Tiểu bang sẽ cung cấp số tiền ₹1.500 mỗi tháng cho mỗi người chuyển giới trên 18 tuổi để hưởng lương hưu an sinh xã hội. Ngoài ra, Chính phủ sẽ xây dựng nhà vệ sinh đặc biệt ở những nơi công cộng, như trung tâm thương mại và rạp chiếu phim, dành cho người chuyển giới.
Vào tháng 1 năm 2018, Bộ trưởng Tài chính Kashmiri đã giới thiệu một đề xuất với Hội đồng lập pháp Jammu và Kashmir sẽ cấp cho người chuyển giới miễn phí cuộc sống và bảo hiểm y tế, và trợ cấp bảo lãnh hàng tháng cho những người trên 60 tuổi và đăng ký với Bộ phúc lợi xã hội. Các nhà hoạt động chuyển giới đã chỉ trích các khía cạnh của dự luật, bao gồm yêu cầu thành lập hội đồng y tế để cấp "giấy chứng nhận chuyển giới".
Uttarakhand Tòa án tối cao đã chỉ đạo Chính phủ tiểu bang vào cuối tháng 9 năm 2018 để cung cấp bảo lưu cho người chuyển giới trong các tổ chức giáo dục. Tòa án cũng yêu cầu Chính phủ đóng khung các chương trình phúc lợi xã hội để cải thiện người chuyển giới.
Vào tháng 2 năm 2019, Chính phủ Maharashtra đã thành lập "Hội đồng phúc lợi cho người chuyển giới" để thực hiện các chương trình y tế và cung cấp cơ hội việc làm và giáo dục chính thức cho người chuyển giới. Hội đồng cung cấp các chương trình phát triển kỹ năng để giúp người chuyển giới tìm được việc làm và chỗ ở miễn phí cho những người tìm kiếm học bổng. Một bảng tương tự cũng được thành lập ở bang láng giềng Gujarat cùng tháng đó. Hội đồng quản trị Gujarat cung cấp các chương trình phúc lợi khác nhau cho việc làm và giáo dục, và phối hợp với các cơ quan nhà nước để đảm bảo rằng cộng đồng người chuyển giới có thể tận dụng các chương trình của chính phủ. Một chiến dịch giáo dục cũng được thành lập để gây nhạy cảm với công chúng.
Vào ngày 22 tháng 4 năm 2019, Tòa án tối cao Madras, tòa án tối cao của Tamil Nadu, đã phán quyết rằng thuật ngữ "cô dâu" theo Đạo luật hôn nhân của đạo Hindu, 1955 bao gồm cả người chuyển giới. Cụ thể, nó đã chỉ đạo các cơ quan chức năng đăng ký kết hôn giữa một người đàn ông và một người phụ nữ chuyển giới.

### Nghiên cứu và tài liệu về giới tính thứ ba
Vaadamalli  của tiểu thuyết gia Su. Samuthiram là cuốn tiểu thuyết Tamil đầu tiên về cộng đồng  aravani  ở Tamil Nadu, xuất bản năm 1994. Sau đó, nhà hoạt động chuyển giới A. Revathi đã trở thành  Hijra  đầu tiên viết về các vấn đề  Hijra  và chính trị giới ở Tamil. Các tác phẩm của cô đã được dịch sang hơn tám ngôn ngữ và hoạt động như một nguồn tài nguyên chính về nghiên cứu về giới ở châu Á. Cuốn sách của cô là một phần của dự án nghiên cứu cho hơn 100 trường đại học. Cô là tác giả của  Unarvum Uruvamum  (Feelings of the Entire Body), tác phẩm đầu tiên bằng tiếng Anh từ một thành viên của cộng đồng  Hijra . Cô cũng đã diễn xuất và chỉ đạo một số vở kịch về các vấn đề giới tính và tình dục ở Tamil và Kannada.  Sự thật về tôi: Câu chuyện cuộc sống Hijra  của A. Revathi là một phần của giáo trình dành cho sinh viên năm cuối của Trường đại học Mỹ ở Madurai. American College là trường đại học đầu tiên ở Ấn Độ giới thiệu và giới tính thứ ba văn học và nghiên cứu với các hội thảo định hướng nghiên cứu. Sau đó,  Alla  (2007) và  I Am Vidya  (2008) của Naan Saravanan là một trong những cuốn tự truyện của người chuyển giới sớm. Kalki Subramaniam  Kuri Aruthean  (Phallus, tôi đã cắt) là một tập thơ gồm những bài thơ tiếng Tamil về cuộc sống của người chuyển giới.
Trường đại học Mỹ ở Madurai cũng giới thiệu  Maraikappatta Pak Khangal (Trang ẩn)  như một cuốn sách khóa học cho "Nghiên cứu về Nhân quyền của Giới tính và Intersex" như một phần của chương trình giảng dạy cho sinh viên khoa tiếng Anh và tiếng Tamil năm 2018. Đây là cuốn sách đầu tiên về cộng đồng LGBT bằng tiếng Tamil, được phát hành bởi Gopi Shankar Madurai và Bharatiya Janata Party lãnh đạo Vanathi Srinivasan vào năm 2014.

## Liệu pháp chuyển đổi
Vào tháng 2 năm 2014, Hội Tâm thần Ấn Độ (IPS) đã ban hành một tuyên bố, trong đó tuyên bố rằng không có bằng chứng nào chứng minh rằng đồng tính luyến ái là không tự nhiên: "Dựa trên bằng chứng khoa học hiện có và hướng dẫn thực hành tốt từ lĩnh vực tâm thần học, Hiệp hội Tâm thần Ấn Độ muốn tuyên bố rằng không có bằng chứng nào chứng minh niềm tin rằng đồng tính luyến ái là một bệnh tâm thần hoặc một căn bệnh."
Bất chấp tuyên bố này từ IPS, các liệu pháp chuyển đổi vẫn được thực hiện ở Ấn Độ. Những thực hành này thường liên quan đến liệu pháp chống sốc điện (có thể dẫn đến mất trí nhớ), thôi miên, sử dụng thuốc gây buồn nôn hoặc liệu pháp nói chuyện thông thường hơn khi cá nhân nói rằng đồng tính luyến ái là do "không đủ khẳng định nam giới trong thời thơ ấu "Hoặc" một người cha vô tâm và một người mẹ hống hách ". Điều trị chuyển đổi có thể dẫn đến trầm cảm, lo lắng, co giật, sử dụng ma túy và xu hướng tự tử cho các cá nhân liên quan.
Vào tháng 6 năm 2018, IPS đã nhắc lại lập trường của mình về vấn đề đồng tính luyến ái: "Một số người nhất định không bị dị tính và chúng tôi không cần phải trừng phạt họ, chúng tôi không cần phải trừng phạt họ, để tẩy chay họ".

## Quyền liên giới tính

Cấm pháp lý không đồng thuận can thiệp y tế
Đình chỉ điều chỉnh các can thiệp y tế không đồng thuận

Explicit protection from phân biệt đối xử với lý do đặc điểm giới tính
Bảo vệ tuyệt đối với lý do tình trạng liên giới tính
Bảo vệ tuyệt đối với lý do liên giới tính trong thuộc tính của tình dục

Các vấn đề liên giới tính ở Ấn Độ thường có thể được coi là các vấn đề giới tính thứ ba. Các nhóm giới thứ ba nổi tiếng nhất ở Ấn Độ là Hijras. Sau khi phỏng vấn và nghiên cứu Hijras trong nhiều năm, Serena Nanda viết trong cuốn sách của mình, Neither Man Nor Woman: The Hijras of India, như sau: "Có một niềm tin phổ biến ở Ấn Độ rằng những tên trùm đầu được sinh ra hermaphrodite s [intersex] và bị cộng đồng Hijra bắt đi khi còn nhỏ hoặc khi còn nhỏ, nhưng tôi không tìm thấy bằng chứng nào hỗ trợ niềm tin này trong số những tên trùm mà tôi gặp, tất cả đều tham gia cộng đồng một cách tự nguyện, thường ở tuổi thiếu niên." Văn học Sangam sử dụng từ pedi để chỉ những người sinh ra liên giới tính, nhưng những người thiểu số giới bản địa ở Ấn Độ đã rõ ràng về những người liên giới tính và gọi họ là mabedi usili và đưa ra một bản dạng riêng để biểu thị họ. Ngoài ra, có bằng chứng cho thấy rất ít người liên giới chọn xác định là người chuyển giới.

### Tính toàn vẹn về thể chất và sự tự chủ của cơ thể
Những người liên giới tính không được bảo vệ khỏi các hành vi vi phạm đến tính toàn vẹn về thể chất và quyền tự chủ của cơ thể.
Các trường hợp mắc bệnh vô cực đã được báo cáo liên quan đến trẻ sơ sinh có tình trạng liên giới tính rõ ràng khi sinh, cùng với việc không phát triển mạnh ở trẻ sơ sinh được chỉ định là nữ. Báo cáo y khoa cho thấy cha mẹ ở Ấn Độ thích chỉ định trẻ sơ sinh mắc bệnh liên giới tính là nam, với can thiệp phẫu thuật diễn ra khi cha mẹ có thể chi trả cho họ.
Trả lời thư của một nhà hoạt động vì quyền liên giới tính Gopi Shankar Madurai, Bộ Y tế và Phúc lợi gia đình, Ấn Độ trả lời rằng "Bất kỳ thủ tục y tế xâm lấn nào kể cả phẫu thuật xác định lại giới tính chỉ được thực hiện sau khi triệt đánh giá bệnh nhân, có được sự biện minh cho thủ tục dự kiến được tiến hành với sự giúp đỡ của xét nghiệm chẩn đoán thích hợp và chỉ sau khi có sự đồng ý bằng văn bản của bệnh nhân/người giám hộ".
Ngoài nam và nữ, hộ chiếu Ấn Độ còn có sẵn "O" mô tả giới tính (cho "Khác").
Vào ngày 22 tháng 4 năm 2019, Tòa án tối cao Madras đã đưa ra một bản án mang tính bước ngoặt, trong đó nó giữ nguyên quyền kết hôn của phụ nữ chuyển giới, và chỉ đạo nhà nước Tamil Nadu cấm các cuộc phẫu thuật chọn lọc giới tính đối với trẻ sơ sinh liên giới tính. Dựa trên các tác phẩm của nhà hoạt động liên giới tính Gopi Shankar, Tòa án đã lưu ý đến việc thực hành tràn lan các biện pháp can thiệp y tế bắt buộc được thực hiện đối với trẻ sơ sinh và trẻ em liên giới tính. Tòa án đã trích dẫn thêm các ví dụ từ thần thoại Ấn Độ giáo trong phán quyết của mình, cụ thể là câu chuyện về Aravan.

### Bảo vệ khỏi sự phân biệt đối xử
Nhiều vận động viên Ấn Độ đã phải chịu sự sỉ nhục, phân biệt đối xử và mất việc và huy chương sau khi xác minh giới tính. Vận động viên chạy đường giữa Santhi Soundarajan, người đã giành huy chương bạc trong 800 mét tại Đại hội thể thao châu Á 2006 ở Doha, Qatar, đã bị tước huy chương của cô ấy, và sau đó đã cố tự tử. Vận động viên điền kinh Pinki Pramanik đã bị một nữ bạn cùng phòng buộc tội hiếp dâm và sau đó bị buộc tội, đã kiểm tra giới tính và tuyên bố nam, mặc dù cô và các chuyên gia y tế khác tranh chấp những tuyên bố này. Vận động viên Ấn Độ Dutee Chand đã thắng một trường hợp chống lại IAAF vào năm 2015, cho phép các vận động viên nữ có mức testosterone cao để thi đấu như phụ nữ, trên cơ sở không có bằng chứng rõ ràng về lợi ích hiệu suất. Năm 2016, một số bác sĩ lâm sàng thể thao tuyên bố: "Một trong những khuyến nghị cơ bản được công bố gần 25 năm trước... rằng các vận động viên sinh ra bị rối loạn phát triển giới tính và lớn lên khi nữ giới được phép thi đấu vì phụ nữ vẫn phù hợp".

### Người liên giới trong chính trị Ấn Độ
Gopi Shankar Madurai là một trong những người trẻ nhất, và là người đầu tiên công khai liên giới tính và giới tính, ứng cử viên tranh cử trong một cuộc bầu cử ở Ấn Độ, tranh cử một vị trí trong bầu cử hội đồng lập pháp bang Tamil Nadu, 2016.

## Bảng tóm tắt
| Hoạt động tình dục đồng giới hợp pháp                                                                                       | (Từ năm 2018) (Ở Jammu và Kashmir) |
| Độ tuổi đồng ý | (Từ năm 2018) |
| Luật chống phân biệt đối xử trong việc làm                                                                                  | / (Chỉ mở rộng để phân biệt đối xử từ các cơ quan nhà nước hoặc chính phủ)                                                                                            |
| Luật chống phân biệt đối xử trong việc cung cấp hàng hóa và dịch vụ                                                         | Yes |
| Luật chống phân biệt đối xử trong tất cả các lĩnh vực khác (bao gồm phân biệt đối xử gián tiếp, ngôn từ kích động thù địch) | / (Chỉ mở rộng để phân biệt đối xử từ các cơ quan nhà nước hoặc chính phủ)                                                                                            |
| Luật chống phân biệt đối xử liên quan đến bản dạng giới                                                                     | / (Chỉ mở rộng để phân biệt đối xử từ các cơ quan nhà nước hoặc chính phủ; dự luật đang chờ xử lý để mở rộng các biện pháp bảo vệ này sang phân biệt đối xử riêng tư) |
| Hôn nhân đồng giới | (Đề xuất) |
| Công nhận các cặp đồng giới (ví dụ: sống chung không đăng ký, quan hệ đối tác trọn đời)                                     | (Đề xuất) |
| Nhận con nuôi là con riêng của các cặp vợ chồng đồng giới                                                                   | (Đề xuất) |
| Nhận con nuôi chung của các cặp đồng giới                                                                                   | (Đề xuất) |
| Nhận nuôi bởi những người độc thân bất kể xu hướng tình dục                                                                 | Yes |
| Người LGBT được phép phục vụ công khai trong quân đội                                                                       | (Đang chờ xử lý) |
| Quyền thay đổi giới tính hợp pháp                                                                                           | (Từ năm 2014) |
| Lựa chọn giới tính thứ ba                                                                                                   | (Từ năm 2014) |
| Truy cập IVF cho các cặp đồng tính nữ                                                                                       | [ 131 ] |
| Liệu pháp chuyển đổi bị cấm theo luật                                                                                       | No |
| Trẻ vị thành niên liên giới tính được bảo vệ khỏi các thủ tục phẫu thuật xâm lấn                                            | / (Cấm ở Tamil Nadu) |
| Đồng tính luyến ái được loại khỏi danh sách bệnh                                                                            | Yes |
| Mang thai hộ thương mại cho các cặp đồng tính nam                                                                           | (Lệnh cấm rõ ràng đang chờ xử lý bất kể xu hướng tình dục) |
| NQHN được phép hiến máu | [ 133 ] |